# بیشولینگ

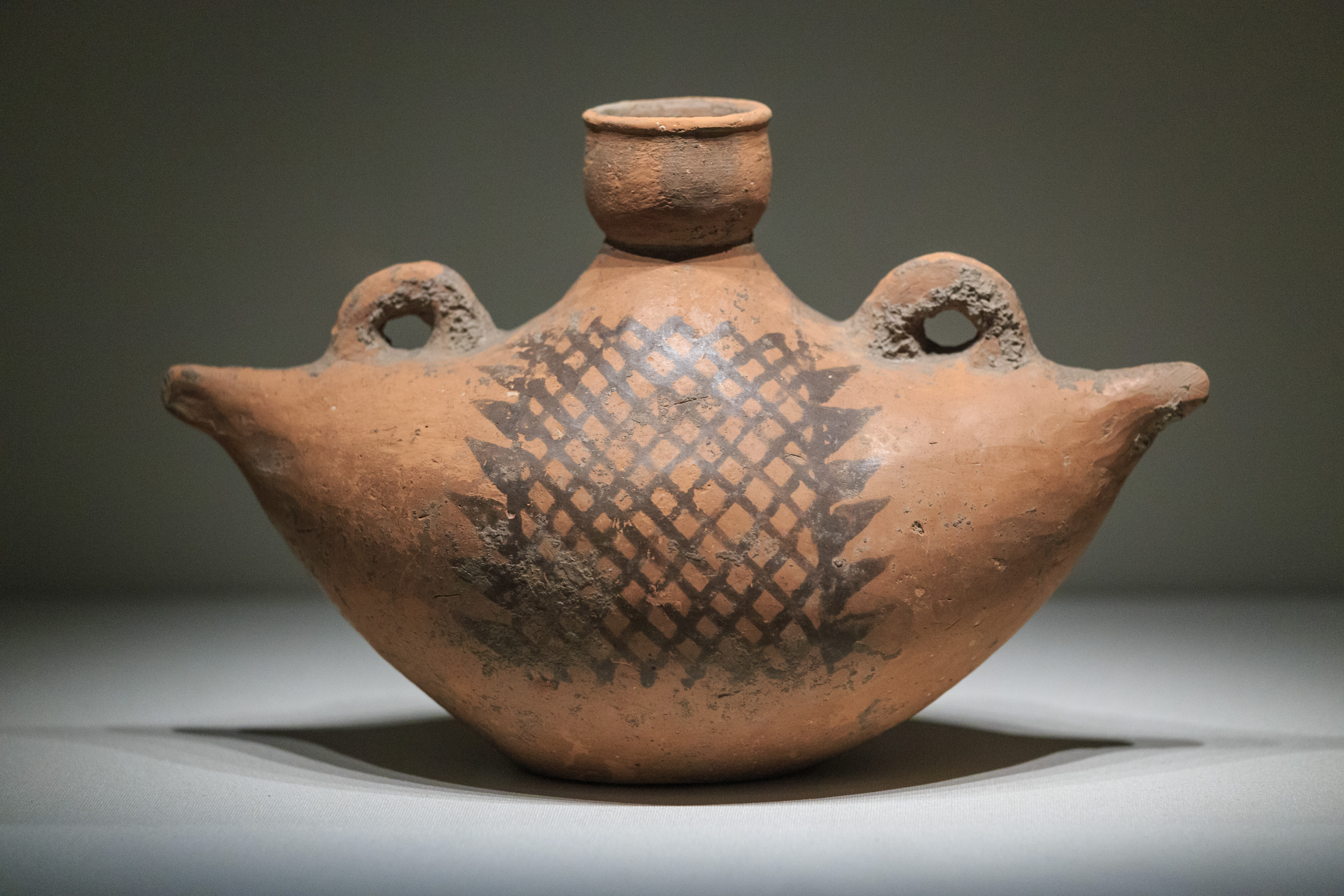
قوری‌ای به شکل قایق، پیدا شده در بیشولینگ

بیشولینگ (پین‌یین: Běishǒulǐng yízhǐ) یک محوطه باستانی مربوط به اوایل دورهٔ نوسنگی و متعلق به فرهنگ یانگ‌شائو در اواسط رود زرد است. در این سکونت‌گاه بین حدود ۵۱۰۰ (پ.م) و ۳۷۹۰ (پ.م) زندگی جریان داشته و بین سال‌های ۱۹۵۸ تا ۱۹۷۸ حفاری صورت گرفته‌است.